# Classe C (cacciatorpediniere 1913)
La classe C fu un gruppo eterogeneo di cacciatorpediniere costruiti per la Royal Navy tra il 1896 e il 1902. Le unità furono costruite secondo diversi progetti dei singoli costruttori, che dovevano soddisfare alcune specifiche dell'Ammiragliato. Le caratteristiche unitarie della classe erano la velocità massima di 30 nodi, un castello di prua a dorso di tartaruga e tre fumaioli. Questi ultimi erano equispaziati e di uguale altezza, ma il fumaiolo centrale era più largo.
Nel 1913 tutti i "30 knotter" con tre fumaioli furono classificati dall'Ammiragliato come classe C per dare una nomenclatura sistematica ai cacciatorpediniere della Royal Navy (similmente i "30 knotters" a quattro fumaioli divennero la classe B mentre quelli a due divennero la classe D). Tutte le navi ebbero il distintivo castello di prua a dorso di tartaruga che era pensato per fendere l'acqua, ma che in realtà tendeva ad affossare la prua in qualsiasi onda, risultando in una posizione di comando molto umida e nel raggiungimento della velocità massima solo in condizioni perfette di mare.
Queste unità dislocavano generalmente 350 t ed ebbero una lunghezza attorno ai 65 m. Furono tutte propulse da motori a vapore a triplice espansione da 4300 kW all'asse e caldaie a tubi d'acqua a carbone, tranne alcune unità speciali che ebbero anche turbine a vapore. L'armamento consisteva in un cannone a fuoco rapido da 12 lb montato su un palco sul castello di prua, cinque cannoni Hotchkiss da 57 mm, due coppie appaiate tra i fumaioli e uno sul cassero, e due tubi lanciasiluri singoli da 450 mm.

## Unità
- Classe Star (390 t, costruite da Palmers a Jarrow);
  - Star, varata l'11 agosto 1896, venduta per la demolizione il 10 giugno 1919.
  - Whiting, varata il 26 agosto 1896, venduta per la demolizione il 27 novembre 1919.
  - Bat, varata il 7 ottobre 1896, venduta per la demolizione il 30 agosto 1919.
  - Chamois, varata il 9 novembre 1896, affondata il 26 settembre 1904 dopo che un problema meccanico fece penetrare la pala di un'elica attraverso il fasciame dello scafo.
  - Crane, varata il 17 dicembre 1896, venduta per la demolizione il 10 giugno 1919.
  - Flying Fish, varata il 4 marzo 1897, venduta per la demolizione il 30 agosto 1919.
  - Fawn, varata il 13 aprile 1897, venduta per la demolizione il 23 luglio 1919.
  - Flirt, varata il 15 maggio 1897, silurata ed affondata da cacciatorpediniere tedeschi il 27 ottobre 1916.
- Classe Bullfinch (345 t, costruite da Earle a Kingston upon Hull)
  - Bullfinch, varata il 10 febbraio 1898, venduta per la demolizione il 10 giugno 1919.
  - Dove, varata il 21 marzo 1898, venduta per la demolizione il 27 gennaio 1920.
- Classe Violet (350 t, costruite da Doxford a Sunderland)
  - Violet, varata il 3 maggio 1897, venduta per la demolizione il 7 giugno 1920.
  - Sylvia, varata il 3 luglio 1897, venduta per la demolizione il 23 luglio 1919.
  - Lee, 365 t, varata il 27 gennaio 1899, affondata vicino a Blacksod Bay il 5 ottobre 1909.
- Classe Avon (355 t, eccetto le ultime due da 350 t, costruite dalla Naval Construction and Armament Company, poi Vickers Limited, a Barrow in Furness)
  - Avon, varata il 10 ottobre 1896, venduta per la demolizione il 1 luglio 1920.
  - Bittern, varata il 1 febbraio 1897, speronata ed affondata dalla SS Kenilworth davanti al Portland Bill il 4 aprile 1918.
  - Otter, varata il 23 novembre 1896, venduta per la demolizione ad Hong Kong il 26 ottobre 1916.
  - Leopard, varata il 20 marzo 1897, venduta per la demolizione il 10 giugno 1919.
  - Vixen, varata il 29 marzo 1900, venduta per la demolizione il 17 marzo 1921.
- Classe Brazen (tra le 345 t e le 380 t, costruite da J & G Thomson, poi John Brown and Company, a Clydebank)
  - Brazen, varata il 3 luglio 1896, venduta per la demolizione il 4 novembre 1919.
  - Electra, varata il 14 luglio 1896, sold for breaking up 29 April 1920.
  - Recruit, varata il 22 agosto 1896, silurata ed affondata dall'U-boot UB-6 nell'estuario del Tamigi il 1 maggio 1915.
  - Vulture, varata il 22 marzo 1898, sold for breaking up 27 May 1919.
  - Kestrel, varata il 25 marzo 1898,  venduta per la demolizione il 17 marzo 1921.
- Classe Mermaid (355 t, costruite da Hawthorn a Newcastle upon Tyne)
  - Cheerful, varata il 14 luglio 1897, colpì una mina ed affondò al largo delle Shetland il 30 giugno 1917.
  - Mermaid, varata il 22 febbraio 1898, venduta per la demolizione il 23 luglio 1919.
  - Greyhound, varata il 6 ottobre 1900, venduta per la demolizione il 10 giugno 1919.
  - Racehorse, varata l'8 novembre 1900, venduta per la demolizione il 23 marzo 1920.
  - Roebuck, varata il 4 gennaio 1901, demolita nell'arsenale di Portsmouth nel 1919.
- Classe Gipsy (355 t, costruite da Fairfield a Govan)
  - Gipsy, varata il 9 marzo 1897, venduta il 17 marzo 1921 e poi usata come pontone galleggiante a Dartmouth per molti anni.
  - Fairy, varata il 25 settembre 1897, affondata il 31 maggio 1918, nel Mare del Nord, dopo essere stata speronata dall'UC-75.
  - Osprey, varata il 7 aprile 1897, venduta per la demolizione il 4 novembre 1919.
  - Leven, 370 t, varata il 28 giugno 1898, venduta per la demolizione il 14 settembre 1920.
  - Falcon, 375 t, Varata il 29 dicembre 1899, affondata il 1 aprile 1918, nel Mare del Nord, per una collisone con il peschereccio John Fitzgerald. Il comandante era il tenente Charles Lightoller, che era stato precedentemente ufficiale in seconda sul Titanic.
  - Ostrich, 375 t, varata il 22 marzo 1900, venduta per la demolizione il 29 aprile 1920.
- Costruzioni private della John Brown, acquistate dalla Royal Navy il 31 maggio 1900 (380 t, costruite senza ordine da John Brown and Company a Clydebank)
  - Thorn, varata il 17 marzo 1900, demolita all'arsenale di Portsmouth nel 1919.
  - Tiger, varata il 19 maggio 1900, affondata il 2 aprile 1908 per una collisone con l'incrociatore HMS Berwick al largo di St. Catherine's Point.
  - Vigilant, varata il 16 agosto 1900, venduta per la demolizione il 10 febbraio 1920.
- Unità speciali Thornycroft
  - Albatross, 380 t, varata il 19 luglio 1898, venduta per la demolizione il 7 giugno 1920.
- Classe Viper, unità speciali Hawthorn (4 eliche, turbine a vapore)
  - Viper, 344 t, varata il 6 settembre 1899, affondata in un incidente vicino ad Alderney il 3 agosto 1901.
  - Velox (ex-Python), 445 t, varata l'11 febbraio 1902, colpì una mina ed affondò al largo della nave-faro di Nab il 25 ottobre 1915.